# San Carlos Sija
San Carlos Sija é uma cidade da Guatemala do departamento de Quetzaltenango.